# Cortado
Cortado — Java-апплет, позволяющий проигрывать через браузер расположенные на сервере Ogg (Vorbis, Theora) или MJPEG файлы.
Апплет разработан компанией Flumotion, специализирующейся на решениях для интернет-вещания, и распространяется под лицензионным соглашением GPL.
Cortado используется в качестве одного из вариантов проигрывания аудио- и видеофайлов в проектах Викимедиа.
Cortado часто используется вместе с ITheora — PHP-скриптом, упрощающим интеграцию Cortado в веб-сайт. С использованием этих технологий построен видеообменный ресурс TheoraSea.